# Herajärvi (sjö i Södra Karelen, lat 61,35, long 29,13)
Herajärvi är en sjö i Finland. Den ligger i kommunen Rautjärvi i landskapet Södra Karelen, i den sydöstra delen av landet, 260 km nordost om huvudstaden Helsingfors. Herajärvi ligger 94,9 meter över havet. Den är 11,7 meter djup. Arean är 1,29 kvadratkilometer och strandlinjen är 9,51 kilometer lång. Sjön  ingår i Vuoksens huvudavrinningsområde.   Den ligger vid sjön Nurmijärvi. I omgivningarna runt Herajärvi växer i huvudsak blandskog.
I övrigt finns följande i Herajärvi:
- Lintusaari (en ö)
- Koisaari (en ö)